# 바르게
바르게(Barghe)는 이탈리아 롬바르디아주 브레시아도의 코무네이다.